# Eparchie grodněnská
Eparchie Grodno je eparchie běloruské pravoslavné církve nacházející se v Bělorusku.

## Území a titul biskupa
Zahrnuje správní hranice území Hrodenského, Běrastavického, Vaŭkavyského, Zelvenského, Mastyckého, Svislackého, Ščučynského a část Voranavského rajónu Hrodenské oblasti.
Eparchiálnímu biskupovi náleží titul biskup grodněnský a vaŭkavyský.

## Historie
Dne 10. ledna 1900 byla zřízena grodněnská a brestská eparchie oddělením od vilniuské a litevské eparchie.
Podle Rižského míru z roku 1921 se území eparchie stalo součástí Polska.
Po událostech v září 1939 se území stalo součástí Běloruské sovětské socialistické republiky a koncem tohoto roku byla eparchie zrušena.
Dne 24. června 1940 byla výnosem patriarchálního lucum tenens Sergije (Stragorodského) eparchie obnovena jako eparchie grodněnská a vilniuská.
Během Velké vlastenecké války bylo území eparchie s městy Grodno, Vaŭkavysk a Bělostok připojeno německými okupanty k Východnímu Prusku. Roku 1942 bylo na radě běloruských biskupů rozhodnuto o vytvoření šesti pravoslavných eparchií na území okupovaného Běloruska včetně Grodna, které byly součástí Běloruské autokefální pravoslavné církve. Biskup nesl titul biskup bělostocký a grodněnský, exarcha běloruské pravoslavné církve ve Východním Prusku. Po osvobození území se eparchie stala součástí Moskevského patriarchátu.
Roku 1951 byla na nátlak úřadů eparchie zrušena a stala se součástí minské eparchie.
Dne 19. února 1992 byla Svatým synodem eparchie obnovena.

## Seznam biskupů

### Ruská pravoslavná církev
- 1900–1903 Jakym (Levyckyj)
- 1903–1905 Nikanor (Kamenskij)
- 1905–1927 Michail (Jermakov)
  - 1918–1922 Vladimir (Tichonickij) dočasný správce

### Polská pravoslavná církev
- 1922–1934 Olexij (Hromadskyj)
- 1934–1937 Antonij (Marcenko)
- 1937–1939 Savva (Sovětov)

### Ruská pravoslavná církev
- 1939–1942 Panteleimon (Rožnovskij)
- 1942–1944 Venedikt (Bobkovskij)
- 1945–1948 Varsonofij (Griněvič)
- 1948–1949 Paisij (Obrazcov)
  - 1949–1950 Pitirim (Sviridov) dočasný správce
- 1950–1951 Sergij (Larin)
- 1992–1994 Valentin (Miščuk)
  - 1994–1996 Filaret (Vachromejev) dočasný správce
- 1996–2021 Arcemij (Kiščanka)
- od 2021 Antonij (Doronin)